# Thomas Fearnley (filantroop)

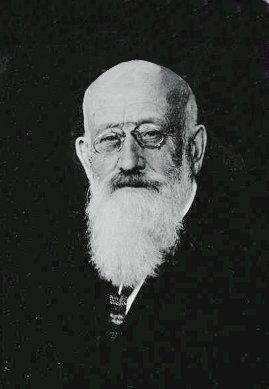
Thomas Nicolay Fearnley

Thomas Nicolay Fearnley (Amsterdam, 9 april 1841 – Oslo, 17 maart 1927) was een Noors industrieel en filantroop.

## Biografie
Fearnley werd in 1841 geboren als zoon van Thomas Fearnley, een kunstschilder, en diens vrouw Cecilie Catharine Andresen, dochter van de bankier Nicolai Andresen, stichter van de Andresen Bank, een van de grootste commerciële banken in Noorwegen. Fearnley trouwde met Elizabeth Young (1854-1932), met wie hij een zoon kreeg, Thomas Fearnley (1880-1961), die ook ondernemer en filantroop zou worden.
In 1869 stichtte Fearnley in Christiania (het huidige Oslo) een rederij en scheepsmakelaardij, die vanaf 1872 Fearnley & Eger heette. Het bedrijf zou uitgroeien tot een van de belangrijkste rederijen van Noorwegen. Fearnley's bedrijf speelde een belangrijke rol in de overgang van de Noorse scheepvaart van zeilschepen naar stoomschepen. In 1881 had het bedrijf een vaste lijndienst naar Frankrijk. Later kwamen er ook lijndiensten naar Afrika en Australië en naar Mexico. In 1921 trok hij zich terug uit het bedrijf en werd opgevolgd door zijn zoon.
Als filantroop stelde Fearnley gelden beschikbaar voor de wetenschap, zoals bijvoorbeeld voor de poolexpeditie van Fridtjof Nansen in 1893-1896. Ook had hij grote interesse in sport en stelde middelen beschikbaar voor de uitbouw van sportbeoefening in Noorwegen. Verder investeerde hij in diverse industriële bedrijven in Noorwegen.
Zijn kunstcollectie is via de Thomas Fearnley-stichting terecht gekomen in het Astrup-Fearnleymuseum voor Moderne Kunst in Oslo.

## Onderscheidingen

### Onderscheidingen in Noorwegen
- Commandeur in de Koninklijke Noorse Orde van Sint-Olaf

### Onderscheidingen in andere landen
- Commandeur in de Orde van Vasa (Zweden)
- Commandeur in de Orde van de Poolster (Zweden)
- Hofjachtmeester van de koning van Zweden (1899-1905)
- Commandeur in de Orde van de Leeuw van Zähringen (Baden)